# Kobe Desramaults
Kobe Desramaults est un chef belge étoilé au guide Michelin, né à Poperinge, le 7 septembre 1980.

## Parcours
Kobe Desramaults n'a pas suivi la formation d'un chef professionnel et a commencé son apprentissage à dix-sept ans par un stage Picasso à Westouter. Il se perfectionna plus tard avec Sergio Herman d’Oud Sluis (en) et de Comerç 24 à Barcelone. En 2005, à l'âge de vingt-cinq ans, il reçoit une première étoile Michelin. En 2008, il est élu Meilleur Jeune Chef de l'année.